# Призрак любви
«Призрак любви» (итал. Fantasma d’amore) — художественный фильм 1981 года совместного производства Германии, Италии и Франции, снятый режиссёром Дино Ризи по одноимённому роману  Мино Милани. Премьера фильма состоялась в Италии 3 апреля 1981 года. Премьера ленты в Германии состоялась за восемь дней до смерти исполнительницы главной роли Роми Шнайдер.

## Сюжет
Действие фильма происходит в Павии. Адвокат Нино Монти с женой Терезой ведёт размеренную жизнь, но всё внезапно меняется после случайной встречи в автобусе. В зрелой и болезненно выглядевшей женщине, попросившей у Нино 100 лир, чтобы расплатиться за проезд, Нино узнал свою юношескую любовь Анну. С этого момента все мысли Нино заняты Анной. Он навёл справки, друзья сообщили ему, что Анна три года назад умерла от рака. Решив погрустить по былым временам Нино возвращается на улочку, где жила Анна и встречает её. Наутро он узнает, что бывшая консьержка из дома Анны была жестоко убита. По просьбе жены Нино привозит её в город, в который когда-то переехала Анна, звонит ей домой и трубку поднимает Анна. Нино по телефону договорился с Анной о новой встрече. Теперь Анна выглядела прежней и мало похожа на больную женщину из автобуса. Во время совместной прогулки на лодке по Тичино Анна упала в воду и утонула. Нино сообщил о произошедшем в полицию, начался поиск тела утопшей. О произошедшем узнала жена Нино и ушла от него. Нино попытался извиниться перед супругом Анны графом Дзиги за свою встречу с ней и её смерть, но тот резко заявил ему, что Анна умерла три года назад. Экономка графа подтвердила слова супруга Анны и показала ему её могилу. Нино стал подозревать, что лишился рассудка. В полиции он заявил, что встречался не с Анной, а с проституткой. Найденный в реке труп оказывается телом мужчины, который оказался насильником Анны и сыном консъержки, которая силой сделала ей аборт. В заключительной сцене фильма Нино оказался сидящим на скамейке в лечебном учреждении, а ухаживающая за ним сиделка выглядит как Анна.

## В ролях
- Роми Шнайдер — Анна Бригатти Зиги
- Марчелло Мастроянни — Нино Монти
- Ева Мария Майнеке — Тереза Монти
- Вольфганг Прайсс — граф Дзиги
- Михаэль Крёхер — дон Гаспаре
- Паоло Барони — Ресси
- Виктория Дзинни — Лоредана